# Latarnia morska Longstone
Latarnia morska Longstone – latarnia morska położona na wyspie Longstone należącej do niewielkiej grupy wysp Farne na wschód od wsi North Sunderland w Northumberland. W 1969 roku latarnia została wpisana na listę zabytków English Heritage. Jest jedną z pięciu latarni, które zostały zbudowane na wyspach Farne.
Budowa latarni na najbardziej wysuniętej na wschód wysepce Farne Islands Longstone Rock była planowana w II połowie XVIII wieku przez Sir Johna Clytona, jednak została odrzucona przez Trinity House po tym, jak nie udało się uzyskać środków od zainteresowanych stron na prowadzenie latarni.

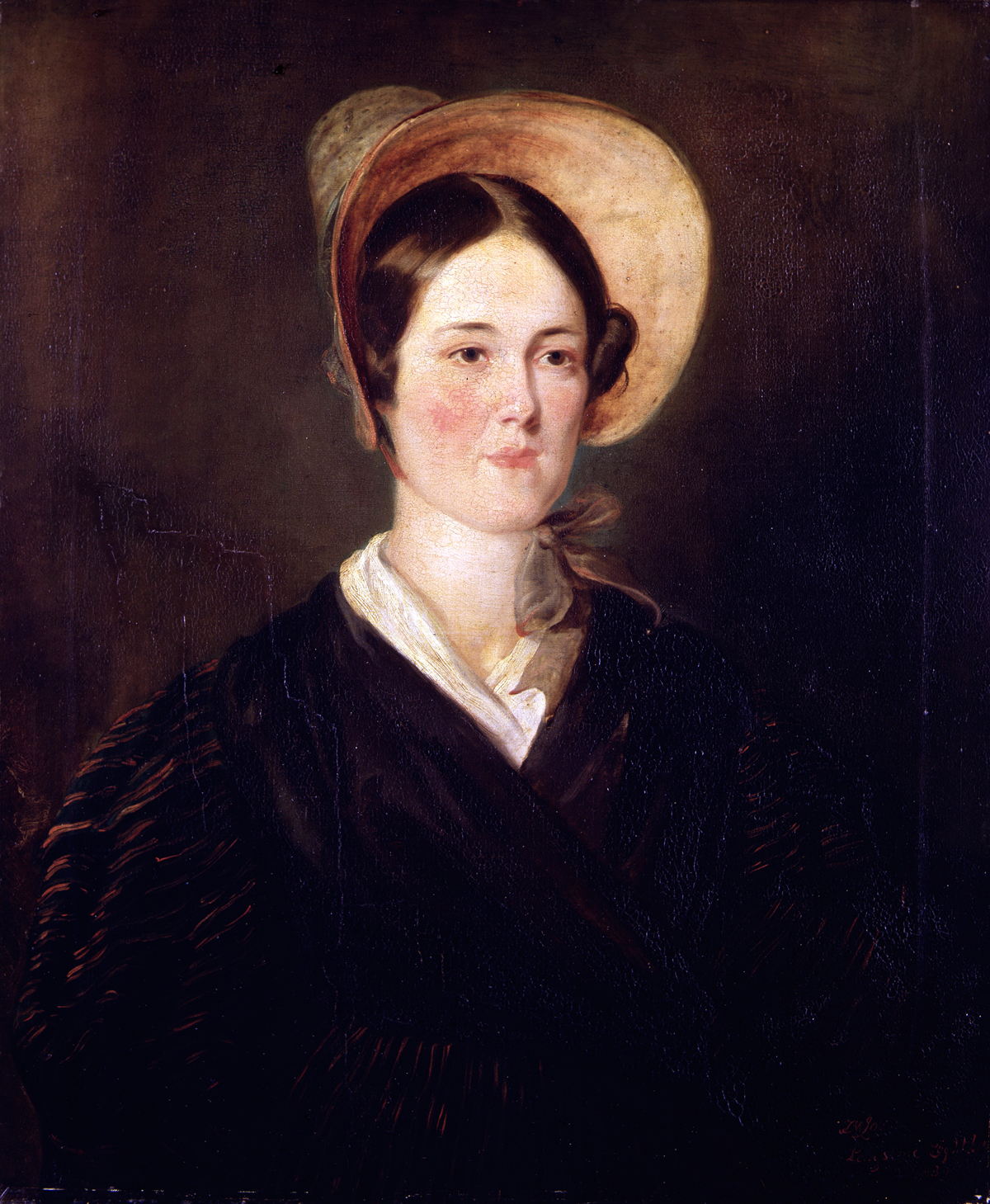
Grace Darling na obrazie autorstwa Thomasa Musgrava Joya

Dopiero w 1826 roku znaleziono niezbędne środki do budowy i utrzymania latarni. Latarnia została zaprojektowana i zbudowana przez Josepha Nelsona z lokalnego kamienia. Stała się popularna z powodu historii Grace Darling, córki latarnika, która 5 września 1838 roku brała udział w akcji ratowania rozbitków ze statku Forfarshire. Statek, który wpadł na pobliskie skały i przełamał się na pół, zatonął. Warunki atmosferyczne nie pozwoliły na podjęcie akcji ratunkowej z Seahouses. Grace Darling z ojcem Williamem wzięli niewielką łódź wiosłową, którą popłynęli po rozbitków, wyławiając z wody czterech mężczyzn oraz jedną kobietę. William z rozbitkami dowiosłowali do latarni, gdzie Grace pozostała, a jej ojciec wraz z trzema ocalałymi marynarzami powrócił po kolejnych rozbitków. Łącznie uratowali 9 osób. Z 62 osób, które były na pokładzie Forfarshire, oprócz uratowanych przez Grace i Williama przeżyło jeszcze tylko 9 pasażerów, którzy dostali się na łodzie ratunkowe. Grace zmarła w 1842 roku w wieku 26 lat na gruźlicę. William Wordsworth w 1843 roku napisał poświęcony jej wiersz Grace Darling.
Początkowo latarnia nie była pomalowana, miała jednokondygnacyjny budynek latarnika, który został nadbudowany prawdopodobnie w 1952 roku. Latarnia została zelektryfikowana w 1952 roku, natomiast zautomatyzowano ją w 1990 roku. Obecnie jest kontrolowana z Trinity House Operations and Planning Centre w Harwich.